# آنا هانتينغتون ستانلي
آنا هانتينغتون ستانلي (بالإنجليزية: Anna Huntington Stanley)‏ هي رسامة أمريكية، ولدت في 20 أبريل 1864 في يلو سبرينغز في الولايات المتحدة، وتوفيت في 25 فبراير 1907 في مقاطعة تشيستر في الولايات المتحدة بسبب ذات الرئة.

## معرض صور

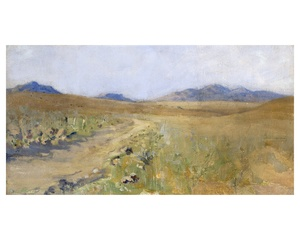
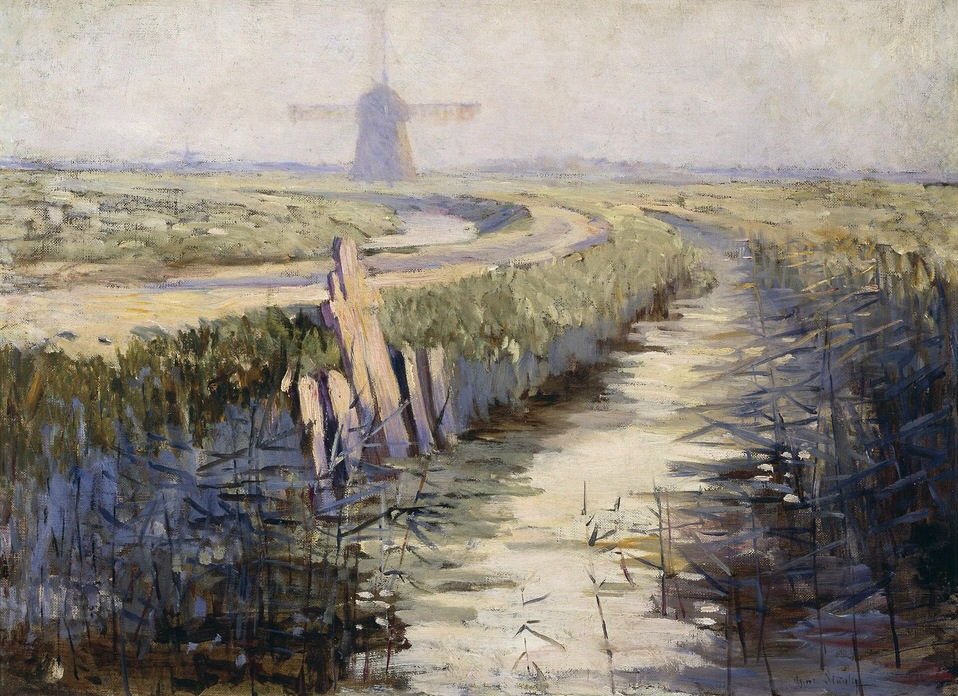
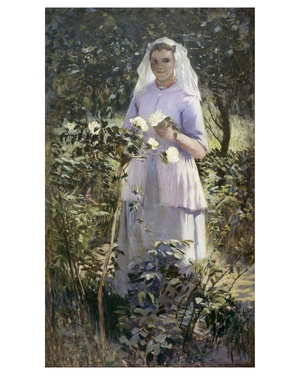
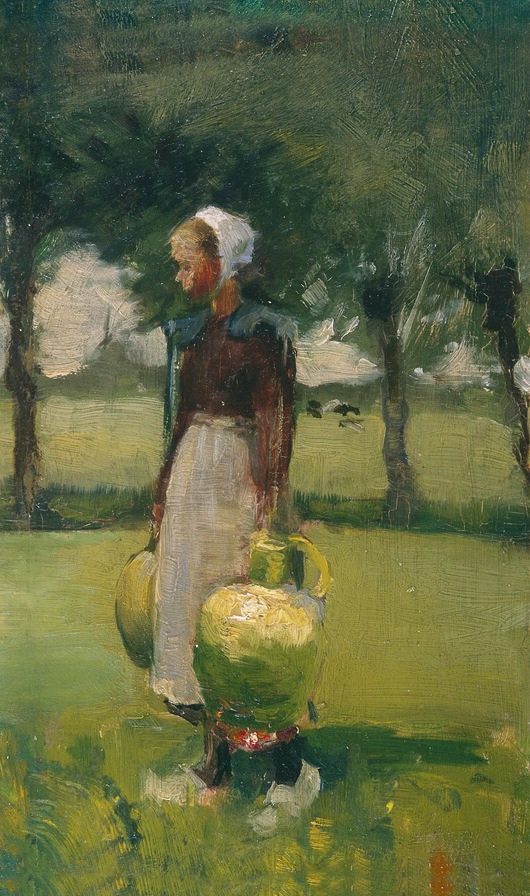
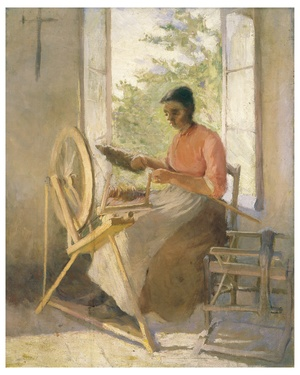

## وصلات خارجية
- الموقع الرسمي